# Вокзал Эдинбург-Уэверли
Железнодорожный вокзал Уэ́верли (англ. Edinburgh Waverley railway station), или просто Уэверли — крупнейшая железнодорожная станция шотландской столицы Эдинбург. Вокзал занимает площадь размером 101 тыс. м² в центре города и является второй по величине железнодорожной станцией Великобритании, уступая только лондонскому вокзалу Ватерлоо. По пассажиропотоку (более 16 млн пассажиров в год) Уэверли является вторым в Шотландии после Глазго-сентрал.

## Расположение
Вокзал Уэверли расположен в низине между средневековым Старым городом и Новым городом XVIII века. Над вокзалом проходит стальной Северный мост, а мост Уэверли служит одним из главных входов в вокзал.

## История

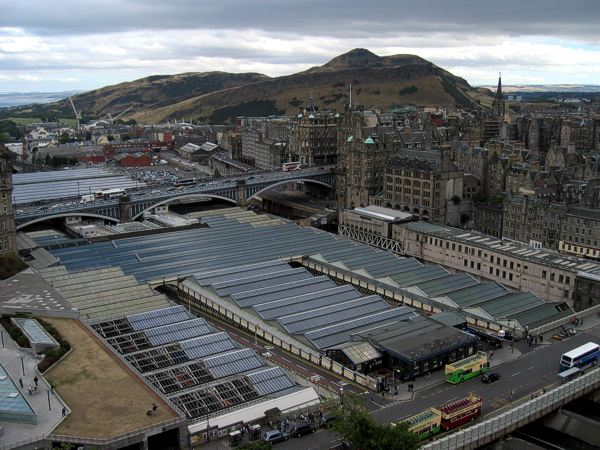
Вид на станцию с монумента Скотта

Ранее на месте вокзала находилось озеро Нор-Лох, которое с ростом населения города превратилось в зловонный водосток. Растущему городу требовалось новое пространство, и из-за топографических трудностей расширения границ — Эдинбург расположен между утёсами — было принято решение осушить озеро, которое исполнили в 1820 году. Большая часть полученной территории была занята под парк Принцесс Стрит.
С развитием железнодорожного сообщения в Великобритании, в осушенной долине в 1840-х годах обосновались три железнодорожных компании. Общее название Уэверли закрепилось за станциями около 1854 года благодаря серии романов «Уэверли» шотландца Вальтера Скотта.
В 1868 году компания North British Railway скупила станции конкурентов и затем снесла их. На их месте был построен вокзал в викторианском стиле, который был расширен в конце XIX века. В 1902 году рядом с вокзалом был построен роскошный North British Hotel (ныне отель Balmoral) для путешествующих через Эдинбург. Вокзалом пользовались в своё время компании North British Railway, LNER, British Rail, Railtrack и в данный момент Network Rail.
Вокзал Уэверли всегда был и остаётся по сей день основной железнодорожной станцией города. С 1870 по 1965 год в Эдинбурге была еще одна крупная станция Принцесс стрит, однако она была не столь значима, как Уэверли.
British Rail осуществила электрификацию железных дорог в 1991 году, запустив электропоезда на East Coast Main Line до Glasgow Central и через York до London King's Cross. Большой размер станции и необычный рельеф ее окрестностей означают, что она содержит большое количество ценных, центрально расположенных земель. Последовательные владельцы станции, British Rail, Railtrack и ее нынешний владелец Network Rail, подвергались критике за недостаточное использование ценных пространств в центре города, доступных внутри, поскольку существовало юридическое соглашение, запрещающее любое расширение вверх, которое закроет вид на Артурс-Сит с Принсес-стрит. Надземный переход, соединяющий Waverley Steps (от Принсес-стрит до Маркет-стрит), был модернизирован с повторным вводом в эксплуатацию пригородных платформ (на юге) и предоставлением дополнительных сквозных платформ на севере для обслуживания возросшей доли сквозного железнодорожного движения.
В 2006 и 2007 годах части Уэверли были капитально отремонтированы, включая две новые сквозные платформы и электрификацию платформ 12–18 в рамках подготовки к электропоездам с линии Airdrie-Bathgate Rail Link и будущих линий в Шотландии, которые будут электрифицированы EGIP (Проект улучшения Эдинбурга/Глазго).
С 2010 по 2012 год остекление крыши станции Уэверли было полностью заменено новыми укрепленными прозрачными стеклянными панелями, заменив старые 34 000 м2 (370 000 кв. футов) смешанных поверхностей, включая войлок, мутное армированное стекло и пластиковую пленку. Часть модернизации стоимостью 130 миллионов фунтов стерлингов, значительно увеличила количество естественного света на станции.
Платформа 15 на станции, 2018 г.
С 2012 по 2014 г. улучшения включали: новый набор крытых эскалаторов на Waverley Steps, ведущих к Princes Street (сужающих огромный набор ранее открытых ступеней); перестроенный и расширенный вход с Market Street; перестройка навесов на южной пригородной линии; восстановление центрального пространства в зале касс; и значительные улучшения доступа Calton Road. Внутри несколько новых лифтов и эскалаторов значительно облегчили движение. В 2014 г. на доступе Calton Road были добавлены новая точка высадки и парковка/доступ для инвалидов.
В середине 2017 г. в рамках Программы улучшения маршрута из Эдинбурга в Глазго была расширена платформа 12. В то же время бывшие платформы отсека Motorrail были расширены в бывшую зону парковки и стоянку такси, что позволило расширить платформы 5 и 6 для размещения дополнительных услуг London North Eastern Railway. Платформы 5 и 6 были введены в эксплуатацию 28 февраля 2019 года.
В 2020 году начались работы по открытию коридора от кассы до восточного вестибюля; также будут заменены туалеты и установлена раздевалка.

## Будущее развитие
В марте 2019 года Network Rail объявила о предложениях по реконструкции станции Waverley с целью удовлетворения ожидаемого увеличения пассажиропотока к 2048 году. Генеральный план Waverley, разработанный инжиниринговой фирмой Arup Group, предусматривает создание нового мезонинного вестибюля над основными платформами для облегчения движения пассажиров на станции, с выходом в соседний торговый центр Waverley Mall. В рамках реконструкции будут удалены пандусы с моста Waverley на станцию, а новый вестибюль будет закрыт листовым стеклом, чтобы обеспечить панорамный вид на Старый город. В планах также упоминается «транспортный узел», хотя прямая пересадка с трамваями Edinburgh Trams не указана.

## Направления
Уэверли находится на пересечении East Coast Main Line и эдинбургского ответвления West Coast Main Line. Существуют прямые поезда до Борнмута и Манчестера. Также можно добраться практически до любого населённого пункта Шотландии, в том числе существует сообщение с вокзалами Глазго — Глазго-сентрал и Куин Стрит.